# 石山豆腐柴
石山豆腐柴（学名：Premna crassa）为马鞭草科豆腐柴属下的一个种。

## 扩展阅读
- 維基物種上的相關：石山豆腐柴